# Delaware Speedway
Delaware Speedway est un circuit de course automobile de 1/2 mile pavé. C'est l'un des complexes de sports motorisés les plus anciens en opération continu au Canada.

## Description
Il est situé à quelques minutes à l'ouest de London, en Ontario au nord-est de Delaware. Il présente des courses de stock-car tous les vendredis soirs pendant l'été. À l'origine en 1952, la piste était de 1/4 de mile sur terre battue. Elle a ensuite été agrandi à 1/2 mile et pavé en 1969.
La NASCAR Pinty's Series s'y est produit chaque année de 2009 à 2013. De 1988 à 2005, la série CASCAR, ancêtre de la série Nascar Canadian Tire, s'y est produit chaque année.
Les populaires séries OSCAAR et ISMA Super Modifieds s'y présentent aussi au cours de la saison.

## Vainqueurs des courses Nascar Canadian Tire
- 6 juin 2009 D.J. Kennington
- 5 juin 2010 D.J. Kennington
- 11 juin 2011 Don Thomson, Jr.
- 23 juin 2012 D.J. Kennington
- 15 juin 2013 Pete Shepherd III